# هشام اختیار
هشام اختیار (انگلیسی: Hisham Ikhtiyar؛ زاده ۱۹۴۱ - درگذشته ۸ ژوئیه ۲۰۱۳) سیاست‌مدار و فرمانده نظامی اهل سوریه بود، که بعنوان مشاور امنیت ملی بشار اسد فعالیت می‌کرد. وی در فاصله سالهای ۲۰۰۱ تا ۲۰۰۵ ریاست اداره امنیت عمومی سوریه را برعهده داشت. وی در حادثه بمب‌گذاری ۱۸ ژوئیه ۲۰۱۲ دمشق مجروح شد و ۲ روز بعد بر اثر جراحت‌های وارده، درگذشت.